# Koog aan de Zaan

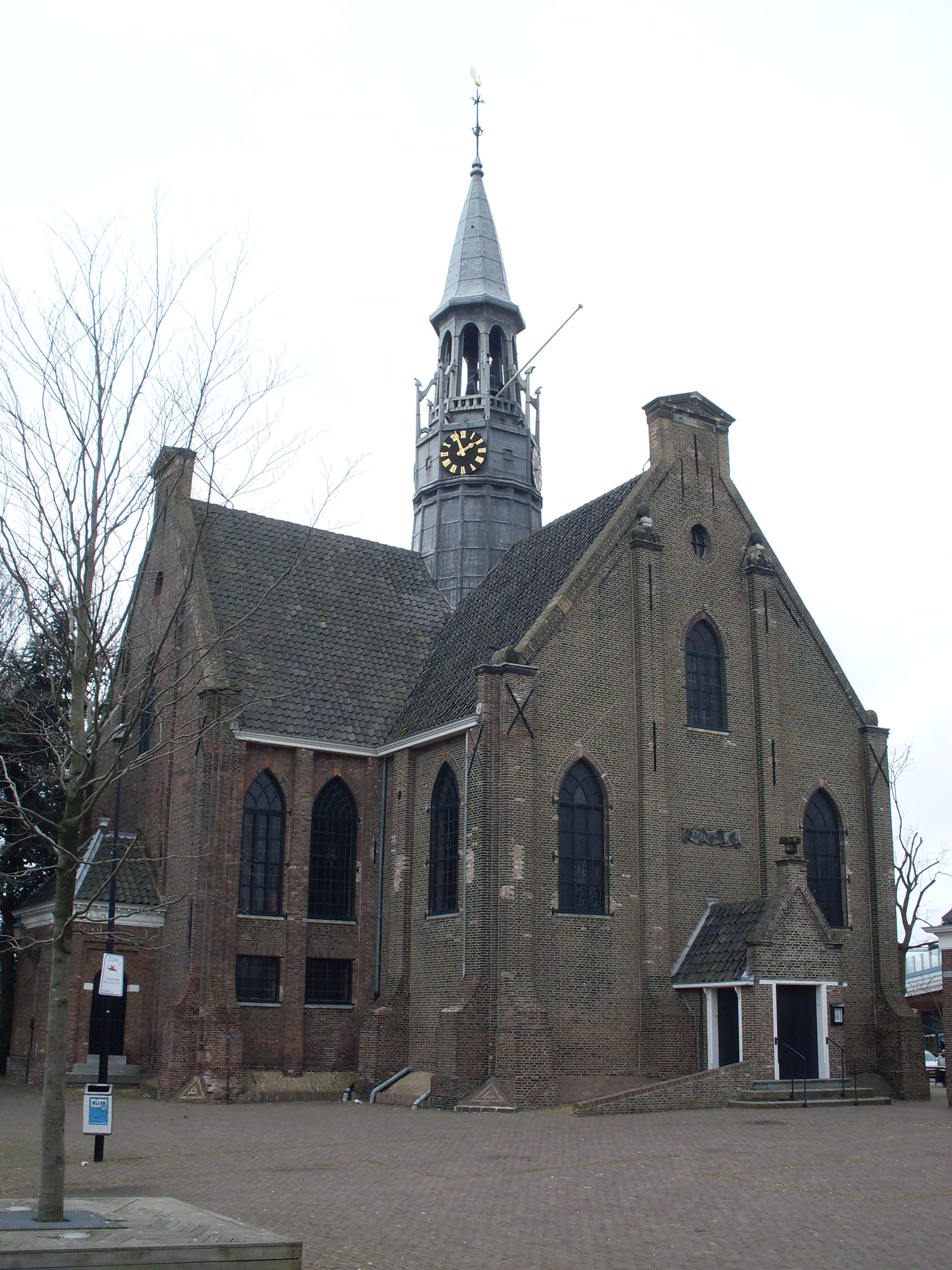
Kogerkerk

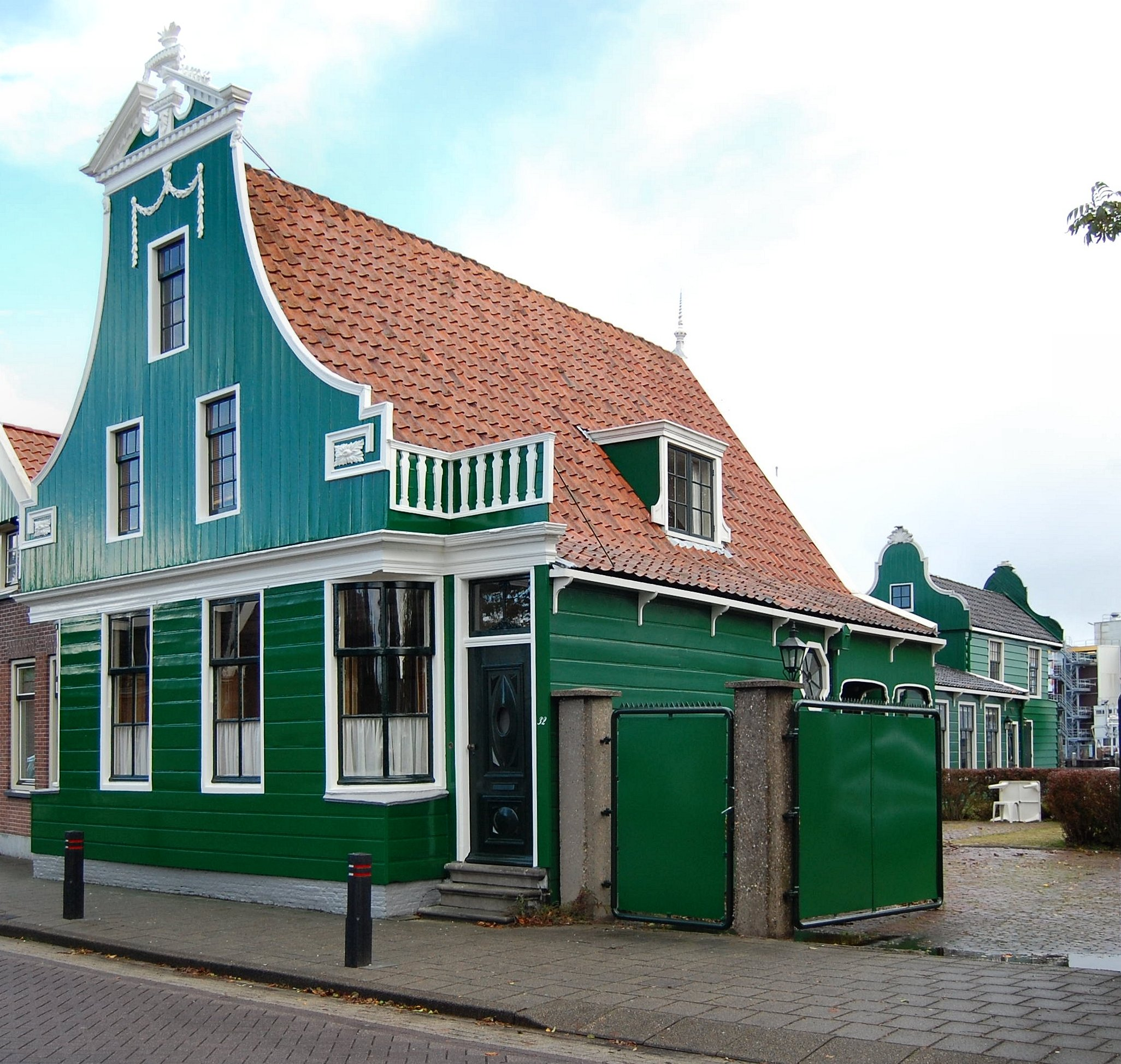
Een van de monumentale panden in Koog aan de Zaan.

Koog aan de Zaan is een Nederlands dorp, woonplaats en een voormalige gemeente in de Zaanstreek, die in 1974 opging in de gemeente Zaanstad (provincie Noord-Holland), waarvan het bestuurlijk twee wijken beslaat. Koog aan de Zaan is gelegen tussen Westzaan, Zaandijk en Zaandam en had op 1 januari 2023 11.230 inwoners.
Koog aan de Zaan is opgedeeld in twee woonwijken; Oud-Koog aan de Zaan (ook wel kort 'Oud-Koog' genoemd) en het relatief nieuwere Westerkoog. Westerkoog werd voorheen, toen de wijk net nieuw was, in de volksmond ook wel 'Havezathe' genoemd, naar de Rotterdamse projectontwikkelaar destijds.

## Ligging en opdeling
Koog aan de Zaan ligt aan de zuidzijde tegen Zaandam aan en in het noorden tegen Zaandijk, ten oosten ligt de rivier de Zaan en ten westen ligt het Westzijderveld. Tegenwoordig valt het uiteen in twee gedeeltes: Oud-Koog en Westerkoog, van elkaar gescheiden door het spoor van spoorlijn Den Helder - Amsterdam en de Provinciale weg (s152 / N203). Oud-Koog en Westerkoog zijn voor wegverkeer met elkaar verbonden door een – net voorbij de grens met Zaandijk gelegen – gelijkvloerse spoorwegovergang (Guisweg / s153). Aan beide kanten is een op- en afrit van de A8 richting en vanuit Amsterdam.
In Koog aan de Zaan zijn twee treinstations gelegen. Station Koog aan de Zaan (voor 2017 'Koog Bloemwijk') is gelegen aan de zuidkant van het dorp recht tegenover de Leliestraat. Bij de grens met Zaandijk is het treinstation Zaandijk Zaanse Schans (voor 2017 'Koog-Zaandijk') gelegen. Naast toegang tot het treinverkeer bieden de stations ook een voetgangers- en fietsverbindingen tussen de twee Koogse wijken.
In de wijk Westerkoog wonen 6.450 bewoners. De wijk wordt gezien als een typisch voorbeeld van een nieuwbouwwijk uit de jaren zeventig, met een wat grillig karakter en los van de directe omgeving. Het heeft slechts twee ontsluitingswegen; richting het noorden via de Guisweg / s153, richting het zuiden (Westerwatering (Zaandam)) via busbrug 'De Binding', die tijdens spitsuren gesloten is voor wegverkeer. Groen en water zijn overal aanwezig. De leeftijdsopbouw weerspiegelt de relatief korte geschiedenis van deze woonwijk met veel eengezinswoningen. Westerkoog beschikt over een winkelcentrum met diverse winkels waaronder twee supermarkten. Ook zijn er twee basisscholen en een brede school (voor kinderen met een lichamelijke of verstandelijke beperking) in de wijk.
In Oud-Koog bevindt zich het Molenmuseum, waar een beeld van de Zaanse molengeschiedenis wordt gegeven. Niet ver daarvandaan staat molen Het Pink.

## Geschiedenis
Koog aan de Zaan ontstond nadat de dammen aan de westoever van de Zaan in de 15e eeuw waren verbeterd. Koog aan de Zaan heette van oorsprong gewoonweg Koog, Koegh in 1561. De benaming 'aan de Zaan' werd later toegevoegd. Een koog is een stuk buitendijks land; in het geval van Koog aan de Zaan is dat de Kogerhem, gelegen aan de Zaan iets ten noorden van de snelweg A8. Eenzelfde betekenis hebben ook de dorpen Kaag in Zuid-Holland en De Koog op Texel.
In de 18e eeuw raakte het sterk geïndustrialiseerd; onder meer Honig en Duyvis hadden hier hun fabrieken langs de Zaan. Koog aan de Zaan werd na 1811 een zelfstandige gemeente, daarvoor maakte het onderdeel uit van de banne Westzaan. Kort voor de Tweede Wereldoorlog werkte zeventig procent van de bevolking in een fabriek.
De snelle en voor Nederland vroege industrialisatie rond De Zaan had ook culturele gevolgen. Engeland was het grote voorbeeld voor deze streek en daar was sport populair. In Koog aan de Zaan ontwikkelde de sportbeoefening zich dan ook snel in de negentiende eeuw. Voorbeelden zijn KFC, dat tot 1967 betaald voetbal speelde (vanaf 1964 onder de naam FC Zaanstreek) en de oude tennisvelden op het terrein van Honig. Deze tennisvelden bestaan nog steeds, verscholen achter oliemolen Het Pink. Korfbal is een opvallend populaire sport in de Zaanstreek; uit Koog aan de Zaan komt meervoudig landskampioen Koog Zaandijk.

## Sport
- Korfbalvereniging Koog Zaandijk
- Voetbalvereniging KFC

## Geboren in Koog aan de Zaan
- Jan Cornelis Kluyver (1860-1932), wiskundige en hoogleraar aan Universiteit Leiden
- Adriaan Pelt (1892-1981), journalist, internationaal ambtenaar en bestuurder
- Johannes Kleiman (1896-1959), vriend en medewerker van Otto Frank
- Jan Voogt Pzn (1899-2006), oudste man van Nederland
- Jaap Mol (1912-1972), voetballer
- Wim Blokland (1919-2003), voetballer
- Ine Veen (1937), ballerina, actrice, fotomodel en kunstschilder
- Piet Kruiver (1938-1989), voetballer
- Marijke Höweler (1938-2006), psychologe en schrijfster
- Chris Dekker (1945), voetballer en voetbaltrainer
- Cees Stam (1945), baanwielrenner, meervoudig wereldkampioen stayeren
- Ot Louw (1946-2021), filmeditor
- Toos Beumer (1947), zwemster
- Peter Tange (1952), onderwijzer en politicus
- Annemieke Hoogendijk (1953), tekstschrijfster, actrice en zangeres
- Annemarie Sanders (1958), paardrijdster
- Piet Boon (1958), meubel- en interieurontwerper
- Willem van Boom (1969), hoogleraar privaatrecht aan de Universiteit Leiden
- Mariëlle Tweebeeke (1971), presentatrice
- Rick Voorneveld (1985), korfballer, speler van KV Koog Zaandijk, tevens spelend voor het nationale team
- Miranda Dekker (1989), langebaanschaatsster en marathonschaatsster
- Jan Adam Zandleven (6 februari 1868), kunstschilder en tekenaar

## Externe links

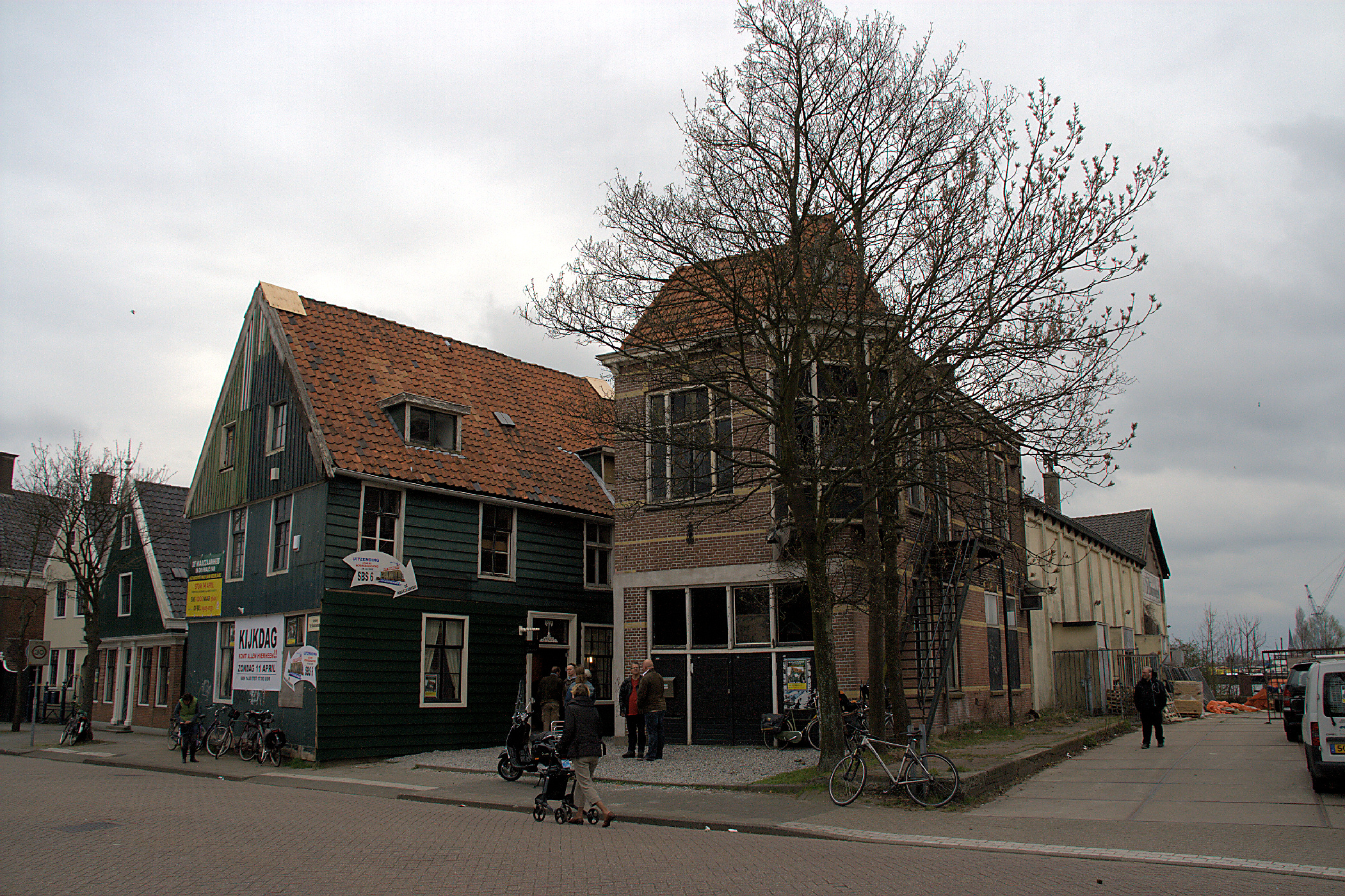
Koog aan De Zaan, met aanzicht op De Waakzaamheid